# Seawind 300C
Seawind je serija kompozitnih amfibija s četiri sjedala i s jednim motorom ugrađenim na vrh repnih površina. Serija se sastoji od kita za kućnu izradu letjelica Seawind 2000 i Seawind 3000 kojeg prodaje američka tvrtka SNA iz Pennsylvanie i Seawind 300C koji je izrađen u Seawindu LLC.

## Razvoj
Planirano je da Seawind 300C bude certificirana proizvodna inačica Seawinda 3000. Iako je tvrtka najavila daljnje probne letove za stjecanje letne dozvole i nakon pada prototipa letjelice 16. kolovoza 2007., letovi su odgođeni.
Proizvodnja Seawind-kita 2000 i 3000 prestala je 2004. godine kada su sve težnje usmjerene na stjecanje dozvole za 300C.
Seawind je dizajniran u ranim 1980-im u Kanadi. 300C je tijekom svog razvoja na osnovi 3000 doživio mnoge promjene kako bi se letjelica uskladila s kanadskim CAR 523 standardima. Testiranja u letu započela su u kanadi jer je namjera bila da se letjelica proizvodi u postrojenju u Saint-Jean-sur-Richelieu, Quebec. Stjecanje dozvole za SAD pod FAR 23 propisima trebalo je slijediti kanadsku dozvolu. 
Dobivanje dozvole usporeno je radi pada prototipa blizu Winnipega, Manitoba 16. kolovoza 2007. pri čemu je poginuo probni pilot Glenn Ralph Holmes. Tvrtki je tijekom tog vremena prijetilo zatvaranje, ali je u listopadu 2007. ipak najavljeno daljnje testiranje kad se namaknu dodatna financijska sredstva i zaposli dodatno osoblje. U srpnju 2008. godine tvrtka je objavila kako još uvijek planira provesti certifikaciju i početka proizvodnje, postupak koji će zahtijevati 4 milijuna dolara te se usredotočila na pribavljanje tog novca. U rujnu 2008. objavila je kako je prikupljeno 1,2 milijuna dolara te nedostatak od 800.000 $ za povratak zaposlenika na posao i nastavak probnih letova s dva postojeća prototipa letjelice za stjecanje dozvole. U travnju 2009. predsjednik tvrtke najavio je da tvrtka ima dovoljno sredstava i kako će u kolovozu, nakon zapošljavanja dodatnih radnika, letovi biti nastavljeni. Tvrtka je također najavila nastavak istrage o pada prototipa, da li je uzrok greška u sustavima tijekom leta ili neki drugi problem s letjelicom.

## Dizajn
Seawind je prepoznatljiv po motoru i njegovoj oplati koji se izlaze iz vrha napadnog ruba vrlo velikog vertikalnog stabilizatora. Također se ističe i dugi, niski profil i zakrivljenost oblika postignut izradom letjelice od kompozitnih materijala. Avion je relativno tih za posadu i putnike, prvenstveno radi smještaja motora iznad i iza kabine i usmjeravanju njegovih ispušnih plinova prema gore i iza. Neke amfibije koriste potisni propeler pri čemu ispušni plinovi motora prolaze kroz njega, što može povećati buku. Seawind koristi konvencionalne vučne propelere s čime je taj problem riješen. Relativno veliki krakovi propelera njegovu brzinu drže ispod 2.500 rpm što dodatno smanjuje buku. Vrlo široka kabina za ovaj tip aviona može primiti 4 odrasle osobe. U opciji su i zadnja sjedala prilagođena za smještaj troje djece. Velika instrument ploča omogućava ugradnju praktički bilo koje avioelektronike. Postoje i tri manja tereta odjeljaka: u prednjem dijelu ispred poklopca pilotske kabine, iza stražnjih sjedala u kabini i u samom repnom konusu. 
Krila su konstantnog NASA-NLF aeroprofila sa spuštenim vrhovima. Oblik vrhova krila povećava efekt tla (pojava stvaranja zračnog jastuka kod zrakoplova u niskom letu ili lebdenju) te služe kao plovci pri kretanju po vodenim površinama. Napadni rubovi krila imaju negativni napadni kut s čime je smanjen otpor pri brzini krstarenja. 
Letjelica ima uvlačivo podvozje pri čemu se nosna noga uvlači u trup a glavno podvozje u otvore u krilima, zatvarajući tako oblik letjelice za njeno korištenje na vodenim površinama.  
Elektro-hidraulična grupa smještena u nosnoj kupoli stvara snagu za pokretanje zakrilaca, podvozja i za upravljanje nosnom nogom pri kretanju na tlu. Avionom se po tlu upravlja kočenjem lijevog ili desnog kotača dok je upravljanje nosnom nogom u opciji. Za upravljanje po vodenim površinama iz zadnjeg dijela izvlači se kormilo.
Motor dobiva gorivo iz glavnog spremnika. U vrhove krila mogu se integrirati dodatni spremnici (opcija) iz kojih se onda ono prebacuje elektro-pumpama u glavni spremnik.  Gorivo se također može prebacivati iz jednog u drugi krilni spremnik radi postizanja ravnoteže zrakoplova. 

## Tehničke karakteristike (300C)
Osnovne karakteristike
- posada: 1 pilot
- kapacitet: tri putnika
- dužina: 8,28 m
- raspon krila: 10,67 m
- površina krila: 15,14 m2
- visina: 3,10 m
- aeroprofil: NLF(1)-0215(F)
- korisni teret: 499 kg

Letne karakteristike
- najveća brzina: 322 km/h
- ekonomska brzina: 272 km/h
- dolet: 1.674 km
- brzina penjanja: 6,35 m/s
- najveća visina leta: 5.486 m
- specifično opterećenje krila: 102 kg/m2
- motor: Continental IO-550
  - propeler: 1 McCauley trokraki propeler stalne brzine